# Црвенотрби заморац
Црвенотрби заморац (лат. Cercopithecus erythrogaster) је врста примата (Primates) из породице мајмуна Старог света (Cercopithecidae). 

## Распрострањење
Ареал врсте је ограничен на мањи број држава. 
Врста је присутна у следећим државама: Нигерија, Бенин и Того.

## Станиште
Станишта врсте су шуме и речни екосистеми.

## Подврсте
Постоје две подврсте црвенотрбог заморца:
- Cercopithecus erythrogaster erythrogaster насељава - јужни Бенин;
- Cercopithecus erythrogaster pococki насељава - Нигерију.

## Угроженост
Ова врста се сматра рањивом у погледу угрожености врсте од изумирања.